# Kiriakulis Mavromichalis
Kyriakoulis Petrou Mavromichalis (en griego: Κυριακούλης Μαυρομιχάλης) (1850-1916) era un hombre político griego. Fue un primer ministro de Grecia desde el 28 de agosto de 1909 al 31 de enero de 1910.

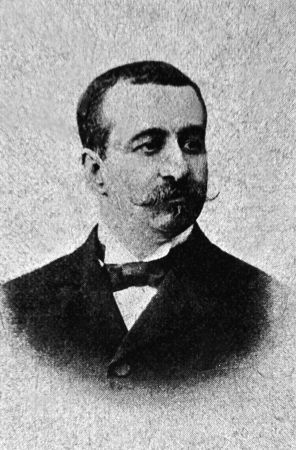
Kyriakoulis Petrou Mavromichalis.

Es antepasado de Aspasía Mánou.
- Datos: Q633790